# آمونیوم فریک سیترات
آمونیوم فریک سیترات (به انگلیسی: Ammonium ferric citrate) با فرمول شیمیایی C۶H5+4yFexNyO۷ یک ترکیب شیمیایی با شناسه پاب‌کم ۳۰۸۰۶۳۶ است. که جرم مولی آن متغیر می‌باشد. شکل ظاهری این ترکیب، پودر قهوه‌ای مایل به قرمز است.